# Aphis diospyri
Aphis diospyri är en insektsart. Aphis diospyri ingår i släktet Aphis och familjen långrörsbladlöss. Inga underarter finns listade i Catalogue of Life.